# Monument (album av Ultravox)
Monument är ett livealbum av den brittiska gruppen Ultravox utgivet 1983. Det är soundtracket till videon med samma titel och spelades in på Hammersmith Odeon i London, december 1982 under gruppens The Monument Tour, som nådde Stockholm 1983.
Originalutgåvan som LP innehåller bara sex låtar, varav det inledande titelspåret är en studioinspelad instrumentallåt. 1999 återutgavs albumet i en utökad version på CD. 2009 kom en ny CD/DVD-utgåva.

## Låtförteckning

### Originalutgåva 1983
Sida ett
1. "Monument" - 3:15
2. "Reap the Wild Wind" [Live] – 4:11
3. "The Voice" [Live] - 6:54

Sida två
1. "Vienna" [Live] - 5:24
2. "Mine For Life" [Live] - 4:40
3. "Hymn" [Live] - 5:40

### CD 1999
1. "Monument" - 3:15
2. "Reap the Wild Wind" [Live] – 4:10
3. "Visions In Blue" [Live] - 4:38
4. "The Voice" [Live] - 6:51
5. "Vienna" [Live] - 5:23
6. "Passing Strangers" [Live] - 5:28
7. "Mine For Life" [Live] - 4:25
8. "Hymn" [Live] - 5:40

### CD/DVD 2009
CD
1. "Monument" - 3:15
2. "Reap the Wild Wind" [Live] – 4:10
3. "Visions In Blue" [Live] - 4:41
4. "The Voice" [Live] - 6:50
5. "Vienna" [Live] - 5:23
6. "Passing Strangers" [Live] - 5:12
7. "Mine For Life" [Live] - 4:38
8. "Hymn" [Live] - 5:46
9. "The Song (We Go) [Live] - 5:12"

DVD
1. "Introduction"
2. "Reap The Wild Wind [Live]"
3. "The Voice [Live]"
4. "Vienna [Live]"
5. "Mine For Life [Live]"
6. "Hymn [Live]"
7. "End Credits"

## Medverkande
- Warren Cann – Trummor, bakgrundssång
- Chris Cross – Basgitarr, synthesizer, bakgrundssång
- Billy Currie – Keyboards, violin
- Midge Ure – Sång, gitarr, synthesizer